# Cambridge
Cambridge (výslovnost  [ˈkeɪmbrɪdʒ]IPA) je starobylé anglické univerzitní město a administrativní centrum hrabství Cambridgeshire. Nachází se 80 km na severovýchod od Londýna a je obklopeno mnoha malými městy a vesnicemi. Je rovněž považováno za středisko technologického centra Silicon Fen. Nejznámější institucí je Univerzita v Cambridgi.
Podle výsledků sčítání z roku 2010 je počet obyvatel města 111 000 (včetně 22 153 studentů). Počet obyvatel městské aglomerace, Cambridge a jeho blízkého okolí, které zahrnuje i část jižního Cambridgeshire, činí 130 000.

## Historie

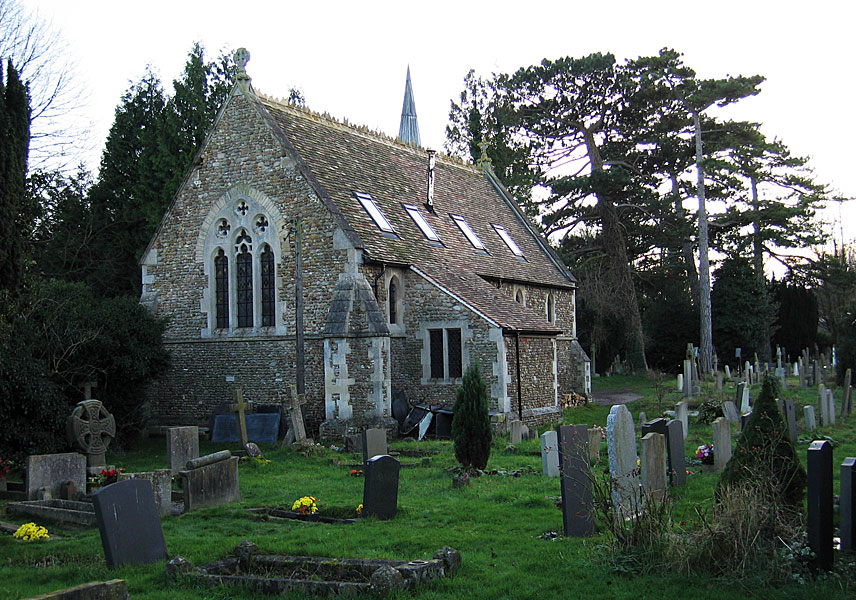
Kaple Ascension-Parish-Burial-Ground

Oblast v okolí Cambridge byla osídlena již před dobou vlády Římanů. Nejstarší objevené historické nálezy, sbírka loveckých zbraní, pochází z pozdní doby bronzové asi z doby 1 000 let př. n. l. Existují i nálezy potvrzující osídlení v době železné a pozůstatky belgského opevnění na Castle Hill z 1. století př. n. l.
První významné sídlo vzniklo v této oblasti po vpádu Římanů okolo roku 40. Castle Hill bylo vhodným místem pro stavbu opevnění, které chránilo přechod přes řeku Cam. Bylo také významnou křižovatkou na Via Devana, spojující Colchester v Essexu s Lincolnem na severu země. Římané pojmenovali tuto osadu Duroliponte. Byla centrem oblasti po celou dobu vlády Římanů až asi do roku 400. Zbytky cest a opevnění vytvořených Římany jsou viditelné do současnosti.
Poté, co Římané opustili Británii, obsadili oblast v okolí Castle Hill Sasové. V době vlády Anglosasů těžilo město z pozice obchodního centra v jinak těžko prostupné krajině. Informace z období 7. století však uvádějí, že význam města postupně upadal. V Anglosaské kronice je město uváděno jako Grantebrycge. Toto je nejstarší zmínka o mostu u Cambridge.
Příchod Vikingů do Cambridge je v Anglosaské kronice uváděn do roku 875. Vikingové město ovládli roku 878. Jejich obchodní schopnosti způsobily rychlý růst města. Během té doby se centrum města přeneslo z Castle Hill na levém břehu řeky na pravý břeh do místa nyní známého jako Quayside. Poté, co zde Vikingové ztratili vliv postavili Sasové roku 1025 kostel Svatého Benedikta, který zde stojí doposud.

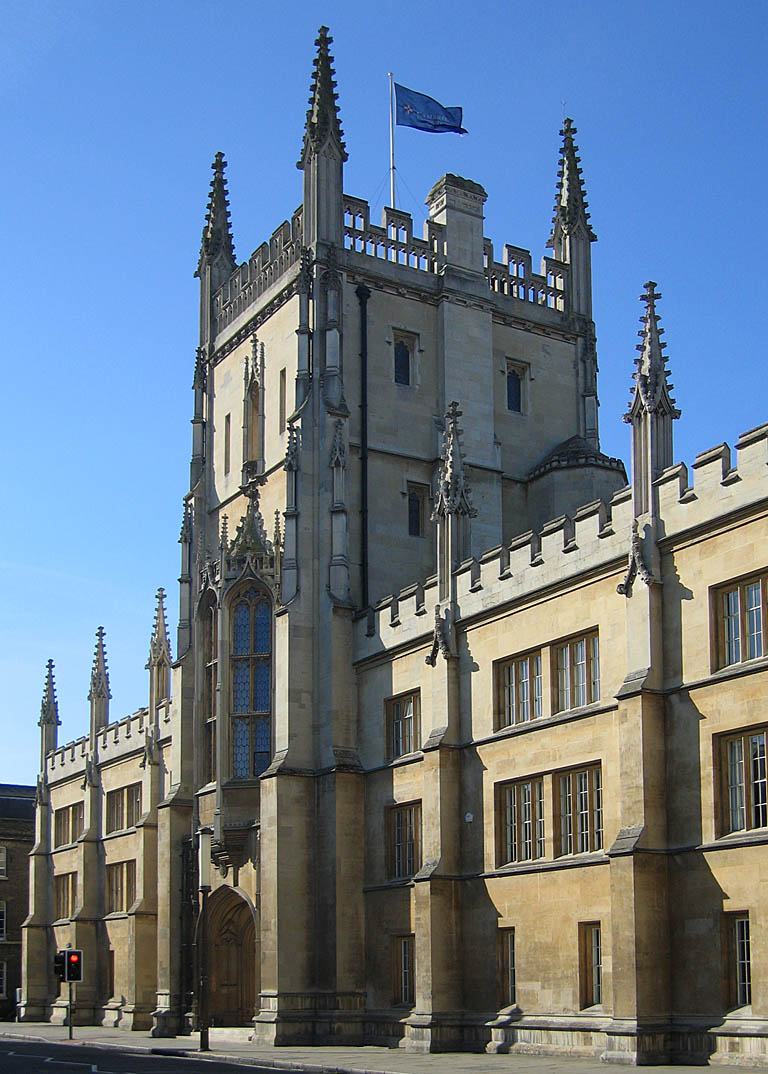
Budova Cambridge University Press

Roku 1068, dva roky poté, co ovládl Anglii, nechal Vilém I. Dobyvatel postavit hrad na Castle Hill. Podobně jako ostatní část ovládnuté země přešlo Cambridge pod správu krále a jeho zmocněnců. Elegantní Round Church pochází z této doby. Za vlády Normanů se jméno města změnilo na Grentabrige nebo Cantebrigge (Grantbridge), zatímco řeka tekoucí městem byla nazývána Granta. Postupem doby se jméno města změnilo na Cambridge, zatímco pro řeku bylo používáno jméno Granta, i když pro analogii s názvem města kterým protéká postupně převládlo jméno Cam.
Roku 1291 studenti vykázaní nepřátelskými obyvateli Oxfordu dorazili do Cambridge a založili zde univerzitu. Nejstarší kolej - Peterhouse, která existuje do současnosti, byla založena roku 1284. Stavba jedné z nejvýraznějších dominant města – King's College Chapel byla zahájena Jindřichem VI. roku 1446. Stavba byla dokončena roku 1515 za vlády Jindřicha VIII.
Cambridge University Press zahájila svou tiskařskou činnost roku 1534. Prvním projektem zásobování Cambridge čistou pitnou vodou byl Hobsonův přivaděč, vybudovaný roku 1610. Adenbrokova nemocnice byla založena roku 1766 a železniční stanice roku 1845. Ačkoli v Cambridge sídlila univerzita, status města ji byl udělen až roku 1951. Jedním z důvodů bylo to, že se ve městě nenachází katedrála.
V současnosti je Cambridge, z důvodu velké koncentrace společností (například Acorn Computers a Sinclair Research) zaměřených na technologický rozvoj ve městě a jeho blízkém okolí, označováno jako centrum Silicon Fen . Cambridgeská univerzita je spojená s Anglia Ruskin University a její vzdělávací pověst vedla k tomu, že ve městě sídlí mimo jiné Open Univerzity.

## Správa
Cambridge je nemetropolitní distrikt jenž je spravován městskou radou. Radnice města je impozantní budova postavená u tržiště. Město je také sídlem rady hrabství Cambridgeshire. Cambridge je pro volby do městského zastupitelstva rozděleno na tyto volební obvody - Abbey, Arbury, Castle, Cherry Hinton, Coleridge, East Chesterton, Kings Hedges, Market, Newnham, Petersfield, Queen Edith's, Romsey, Trumpington, West Chesterton.
Volební obvod do parlamentu zahrnuje většinu města. Ostatní obvody jsou součástí volebních obvodů Queen Edith's a Trumpington. Univerzita byla v parlamentu zastoupena až do roku 1948, kdy bylo toto právo univerzit zrušeno. Jedním z nejvýznamnějších poslanců volených za univerzitu byl Isaac Newton.

## Doprava

### Silniční doprava

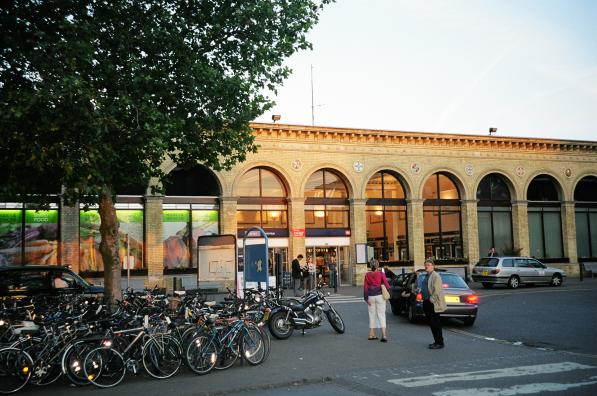
Průčelí železniční stanice v Cambridge

Vlivem růstu dopravy od 20. století trpí Cambridge častými dopravními zácpami. Poblíž města se protínají některé důležité dopravní tepny – například M11 z východního Londýna, A14 – dálnice vedoucí z východu na západ, A1 a A10. Obchvat města má průměr asi 2 km. Uvnitř území které vymezuje existují dopravní omezení pro podporu pěší, autobusové a cyklistické dopravy a pro snížení dopravní zácpy. Město je dobře vybaveno pro systém park and ride – parkovišti poblíž autobusových zastávek městské hromadné dopravy.

### Železniční doprava
Železniční stanice Cambridge byla postavena roku 1845 s nástupištěm, kde bylo možné odbavit dvě železniční soupravy. Cambridge má přímé spojení s železničními stanicemi King's Cross a Liverpool Street v Londýně. Rovněž tak s King's Lynn, Ely, Norwichem, Liverpoolem, Birminghamem, Ipswichem a letištěm Stansted. Významná železniční křižovatka v Peterborough se nachází v dosahu města. Železniční spojení mezi Cambridge a Oxfordem, známé jako Varsity Line, bylo zrušeno roku 1968.

### Letecká doprava

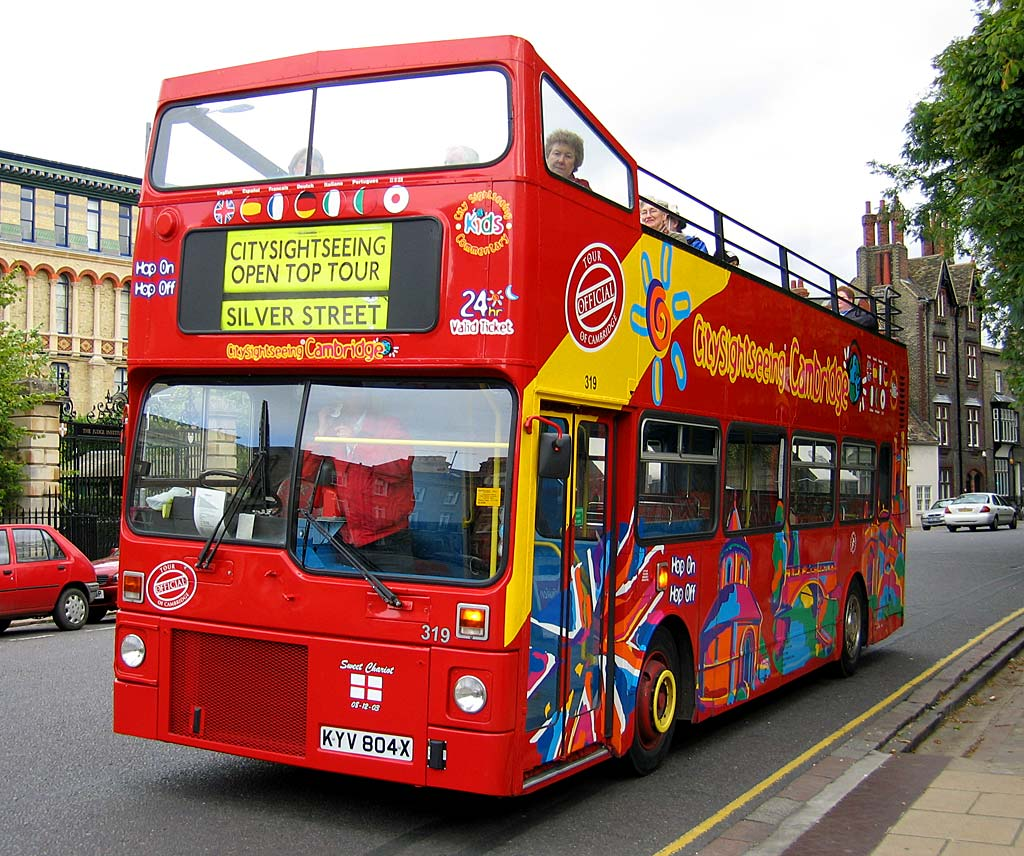
Turistický autobus s otevřenou střechou projíždějící Cambridge

Letiště Cambridge City Airport vlastní společnost Marshall Aerospace, která je schopna odbavovat vojenské náklady i běžné linky, včetně jednoho z největších letadel Airbus A380. Na vzletové dráze letiště může přistát vyložený Boeing 747 nebo MD-11, ale letiště neodbavuje pravidelné linky a je využíváno především pro obchodní spojení a charterové lety. V příštích cca 5-10 letech má být letiště přestěhováno za hranice města.

### Cyklistika
Jako univerzitní město nacházející se v relativně rovinatém území s rušným provozem má Cambridge velké množství cyklistů. Mnoho obyvatel preferuje cestování na kole a město tak má jednu z nejvyšších úrovní cyklistické dopravy. Podle údajů ze sčítání obyvatel z roku 2001 asi 25% obyvatel ho používá pro cestu do práce. V Cambridge je pouze několik silnic přizpůsobeno pro cyklistiku, což město řeší spoustou uzavřených ulic jen pro chodce a cyklisty a cyklistickými zkratkami přes četné městské parky. Na druhou stranu, na cyklistickou dopravu, přesto jak moc je rozšířená a oblíbená, má město vyčleněno jen 0.3% svého rozpočtu. Vlastnit kolo je v Cambridge velmi snadné, ale obyvatelé trpí četnými krádežemi kol (mezi dubnem 2005 a březnem 2006 zde bylo odcizeno více než 3 000 kol).[zdroj?]

## Sport
Cambridge sehrálo významnou úlohu při rozvoji fotbalu. První písemně zaznamenaná pravidla této hry vznikla na místní univerzitě roku 1848. Poprvé se podle těchto pravidel hrálo na Parker's Piece a byla základem pravidel stanovených fotbalovou asociací vydaných roku 1863. Mezi fotbalové kluby města patří Cambridge United FC a Cambridge City FC.
Nejúspěšnějším sportovním klubem poslední doby v Cambridgi je její ragbyový klub. Jeho hřiště se nachází v West Renault Park na ulici Granchester Road na západním okraji města. Dalším ragbyovým klubem je Cambridge Eagles, hrající své zápasy především v letní sezóně.
Cambridge je také známé univerzitními sportovními aktivitami, z nichž nejznámějšími jsou ragbyové zápasy univerzitních týmů z Cambridge a Oxfordu a veslařské závody.

## Kultura
Vzhledem ke své velikosti má Cabridge relativně různorodou populaci. Důvodem jsou lidé, kteří přicestovali do města z různých zemí studovat. Oblast kolem Mill Road se vyznačuje významnou koncentrací tureckého obyvatelstva, množstvím asijských restaurací a nachází se zde Abu Bakrova mešita. V areálu univerzity se nachází mnoho muzeí přístupných veřejnosti.

### Festivaly jiné kulturní události

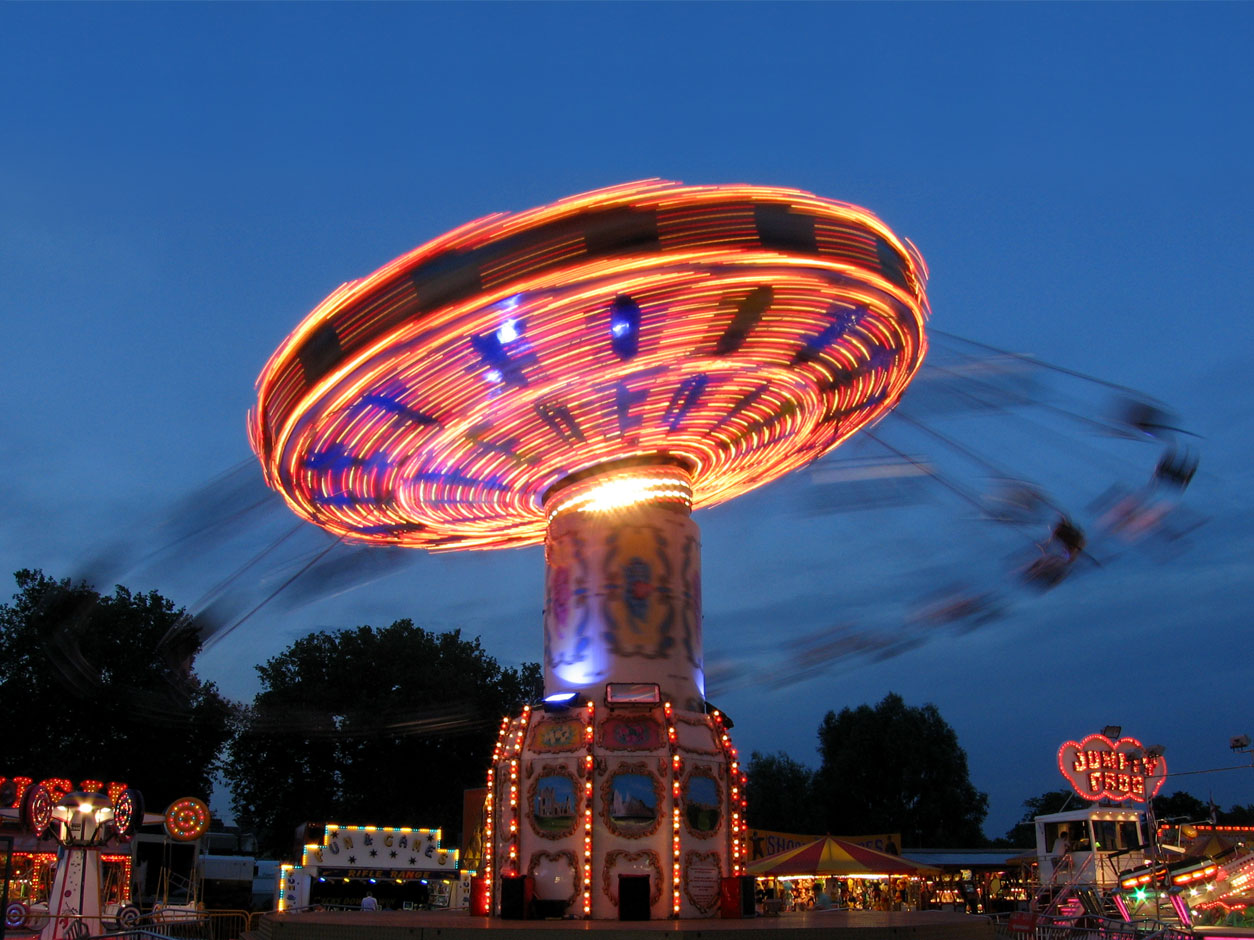
Cambridge Midsummer Fair 2005

- Cambridge Midsummer Fair – jeden z nejstarších trhů Velké Británie a ve středověku byl jedním z největších trhů Evropy. V současnosti se jedná spíše o lidovou veselici s doprovodným prodejem.
- Cambridge Folk Festival - jeden z největších folkových festivalů Velké Británie.
- Strawberry Fair – trh konající se každoročně první sobotu v červnu.
- Cambridge Beer Festival – pivní festival založený roku 1973. Je pořádán na Jesus Green a jeho pořadateli jsou dobrovolníci.
- Cambridge Film Festival – považovaný za jeden z nejhodnotnějších filmových festivalů v zemi, pořádaný v červenci.
- Pink Festival – největší jednodenní gay slavnost v Evropě.

## Náboženství
Cambridge má aktivní křesťanskou komunitu která využívá mnoho kostelů vytvářejících dominantu města. Kostel Great St Mary má status univerzitní kaple a univerzitní kněží se účastní na bohoslužbách konaných v tomto kostele. Mnoho univerzitních kolejí má svou vlastní kapli, kde jsou pořádány jejich vlastní bohoslužby a obřady. Ve městě se také nachází mešita navštěvovaná muslimskou komunitou a synagoga patřící židovskému společenstvu.
V Cambridge se také nachází několik církevních kolejí různých náboženství, kde jsou budoucí kněží připravování k vysvěcení. Tyto koleje jsou součástí jak University of Cambridge, tak i Anglia Ruskin University.

## Osobnosti města
- Isaac Newton (1643 – 1727), fyzik, matematik, astronom, přírodní filosof, alchymista a teolog
- William Wordsworth (1770 – 1850), romantický básník
- Charles Darwin (1809 – 1882), přírodovědec a zakladatel evoluční biologie
- Alfred Tennyson (1809 – 1892), básník
- Bertrand Russell (1872 – 1970), matematik, filosof, logik a spisovatel, nositel Nobelovy ceny za literaturu
- Edward Morgan Forster (1879 – 1970), prozaik, esejista a libretista
- Virginia Woolfová (1882 – 1941), spisovatelka, literární kritička, esejistka, vydavatelka, filozofka a feministka
- John Maynard Keynes (1883 – 1946), ekonom, autor keynesiánství
- Ludwig Wittgenstein (1889 – 1951), rakousko-britský filosof
- George Paget Thomson (1892 – 1975), fyzik, nositel Nobelovy ceny
- Barbara Woottonová (1897 – 1988), socioložka, kriminalistka a ekonomka
- Douglas Rayner Hartree (1897 – 1958), matematik a teoretický fyzik
- Richard Attenborough (* 1923 – 2014), herec, režisér a producent
- Sylvia Plath (1932 – 1963), americká spisovatelka, básnířka a esejistka
- John Cleese (* 1939), herec, komik, spisovatel a filmový producent, člen komediální skupiny Monty Python
- Graham Chapman (1941 – 1989), komik, spisovatel a člen komediální skupiny Monty Python
- Syd Barrett (1946 – 2006), zpěvák, kytarista a hudební skladatel, zakládající člen skupiny Pink Floyd
- David Gilmour (1946), kytarista, zpěvák a hudební skladatel, člen skupiny Pink Floyd
- Olivia Newton-Johnová (1948–2022), australská zpěvačka country a populární hudby, hudební skladatelka a herečka
- Simon MacCorkindale (1952 – 2010), herec, producent, režisér, scenárista a hudební skladatel
- Douglas Adams (1952 – 2001), spisovatel sci-fi
- Andrew Wiles (* 1953), britský matematik žijící v USA
- Nick Hornby (* 1957), spisovatel, esejista a editor
- Emma Thompsonová (* 1959), herečka, komička a scenáristka
- Richard Garriott (* 1961), americký autor a producent počítačových her
- Jeremy Northam (* 1961), herec
- Princ Edward (* 1964), syn královny Alžběty II.
- Zadie Smithová (* 1975), spisovatelka
- Matthew Bellamy (* 1978), zpěvák a kytarista skupiny Muse
- Rebecca Maderová (* 1979), herečka
- Stephen Hawking († 2018), teoretický fyzik, kosmolog, astrofyzik, matematik, pedagog, vědecký spisovatel, vysokoškolský učitel, spisovatel, fyzik, spisovatel literatury faktu, astronom, televizní herec, autor autobiografie, autor sci-fi a Trekkies

## Partnerská města
- Heidelberg, Německo, 1965
- Szeged, Maďarsko, 1987